# Amtsgericht

Het Amtsgericht in Aurich

Het Amtsgericht is in Duitsland het laagste niveau binnen de gewone rechtspraak. Boven het Amtsgericht staat het Landgericht. Het rechtsgebied van een doorsnee Amtsgericht strekt zich uit over een Landkreis. Regelmatig is dat echter een Landkreis dat zelf inmiddels is opgegaan in een groter geheel. In totaal telt heel Duitsland meer dan 600 Amtsgerichten op minder dan 300 Landkreisen.

## Bevoegdheid
De bevoegdheden van de Amtsgerichten zijn geregeld in de derde titel van het Duitse wetboek de Gerichtsverfassungsgesetz. Het belangrijkste rechtsgebied waarvoor de gerechten bevoegd zijn is het familierecht. Daarnaast is het bevoegd voor eenvoudige civiele- en strafzaken. Het gerecht is niet bevoegd voor arbeidszaken. Duitsland kent daarvoor, net als België, aparte rechtspraak: het Arbeitsgericht met aan de top het Bundesarbeitsgericht.
Rechtspraak wordt gedaan in enkelvoudige kamers. Een rechter kan, en is in de praktijk, bevoegd zijn voor meerdere Amtsgerichten. Hoger beroep wordt in principe ingesteld bij het Landgericht, voor familiezaken is het Oberlandesgericht appelinstantie.